# María Fernanda Ibáñez
María Fernanda Ibáñez (Tepic, Nayarit, 15 de enero de 1920-Coahuila de Zaragoza, 18 de octubre de 1940) fue una actriz mexicana. Entre sus trabajos más destacados se encuentra su participación en las películas La madrina del Diablo (1937), y Dos cadetes (1938).

## Biografía y carrera

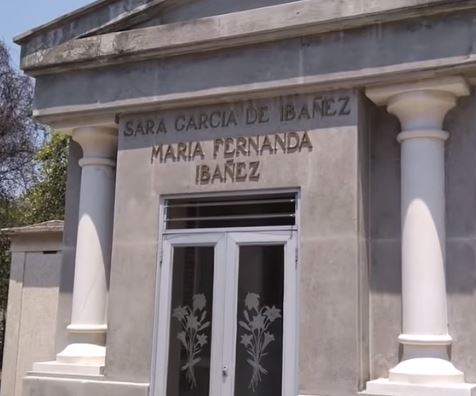
Mausoleo de María Fernanda y su madre Sara García ubicado en el Panteón Español en Ciudad de México.

María Fernanda Ibáñez, también conocida como María Fernanda Ibáñez García, nació el 15 de enero de 1920 en Tepic, Nayarit, México, siendo hija de Fernando Ibáñez Carranza y de la actriz Sara García. Sus padres se conocieron gracias a una de las giras artísticas que García realizó por la República mexicana, pero antes de esto, ella ya lo había visto mientras filmaba la película La soñadora, de 1917. En 1918, contrajeron matrimonio, y para celebrar su unión, hicieron un viaje por todo el país y Centroamérica durante dos años, hasta que al llegar a Tepic y hospedarse en un hotel con el nombre «Bola de Oro», García dio a luz a Fernanda. Fue bautizada el 4 de febrero de 1920 en Colima, donde le pusieron el nombre bautismal de María Fernanda Amada Mercedes.
Posiblemente sintiendo celos por el hecho de que la actriz le daba toda su atención a ella, su papá sintió cierta ausencia por parte de su mamá, la cual le molestó al grado de decidir involucrarse en varias aventuras amorosas. Esto provocó que García lo abandonara y se llevara a Fernanda consigo, yéndose a vivir con su amiga Rosario González, quien se convertiría como en una tía para Fernanda. Durante este periodo, su madre viviría una vida complicada debido a las limitaciones económicas con las que vivía, ya que en ese entonces a una mamá soltera le era difícil encontrar empleo, por lo que aceptaba cualquier papel actoral que se le diera. Años más tarde, su padre enfermo de cirrosis hepática regresó para vivir con ellas, y su mamá costeo sus gastos médicos y lo cuidó hasta que falleció el 2 de julio de 1932 a los 33 años de edad.
Siendo una adolescente, comenzó a incursionar en el cine. Su primera aparición fílmica fue en la película La sangre manda de 1934. Tres años después apareció en ¡Esos hombres! de 1937. Sus dos primeras apariciones filmográficas probablemente fueron en papeles pequeños como extra, pues en ninguna de las dos producciones aparece acreditada. Más tarde el mismo año, tendría sus dos primeras cintas que la reconocieron como actriz, estás fueron No basta ser madre (1937), en la que actuó junto a Sara y La madrina del Diablo (1937). Esta última sería su trabajo más importante, ya que marcaría su primer y único papel protagónico en una película, además de ser uno de los primeros filmes en los que intervino el actor y cantante Jorge Negrete. Durante las grabaciones de la misma, Negrete se enamoró de Fernanda y comenzó a cortejarla fuera de los sets de grabación. Esta acción le molestaba y la desautorizaba su mamá, pues ella ya había vivido la amarga experiencia de enamorarse precipitadamente. Por su forma de actuar ante esta situación, se dice que García nunca pudo soportar la presencia del actor, y la aventura que tenía con su hija terminó un año después; ya que al cumplir los dieciocho años, la joven contrajo matrimonio el 17 de marzo de 1938 con el ingeniero Mariano Velasco Mújica, de 29 años de edad. El mismo año aparecería en Dos cadetes, su última película.

## Enfermedad y muerte
Por voluntad propia se alejó del cine y decidió dedicarse únicamente a las labores del hogar, además de comenzar a ser conocida como María Fernanda Ibáñez de Velasco. El 18 de octubre de 1940, Fernanda falleció en Coahuila de Zaragoza a los 20 años de edad. La causa de su muerte se debió a una hemorragia interna. Su cuerpo fue trasladado a Ciudad de México, donde su acta de defunción fue redactada y sus restos fueron enterrados en un mausoleo dentro del Panteón Español. Cuarenta años después, Sara García, fallecida el 21 de noviembre de 1980, fue sepultada en la misma tumba.